# Ogerta Manastirliu
Ogerta Manastirliu (Tirana, 31 dicembre 1978) è una politica albanese, ministro dell’istruzione e dello sport dal 11 dicembre 2023 e parlamentare dal 25 giugno 2017.

## Biografia
Nata a Tirana da genitori albanesi ha studiato scienze naturali presso l'Università di Tirana, ottenendo un master universitario in scienze.

## Carriera politica
Nel 2004 ha iniziato a lavorare in diversi dipartimenti del comune di Tirana, presiedendo tra il 2005 e il 2011 il direttorato delle politiche abitative e dei servizi sociali.
Alle elezioni parlamentari del 2017 è stata eletta all'Assemblea d'Albania con il Partito Socialista (PSSH) per la prefettura di Tirana, venendo poi nominata ministro della salute e dell'assistenza sociale nel secondo governo Rama.

## Vita privata
È sposata con Ermal Gjinaj, dal quale ha avuto due figli. Parla correttamente e fluentemente, inglese e italiano.

## Controversie
Nell'ottobre 2018 le tesi universitarie di diversi ministri e politici albanesi sono state accusate di essere plagi, tra cui la tesi di dottorato di Manastirliu. Il ministro ha rigettato le accuse.